# 4664 Ганнер
4664 Ганнер (4664 Hanner) — астероїд головного поясу, відкритий 14 серпня 1985 року.
Тіссеранів параметр щодо Юпітера — 3,290.